# دریانووا گلاوا
دریانووا گلاوا (به بلغاری: Dryanova glava) یک منطقهٔ مسکونی در بلغارستان است که در شهرستان کیرکوفو واقع شده‌است.